# Villembray
Villembray település Franciaországban, Oise megyében. Lakosainak száma 248 fő (2022. január 1.). Villembray Blacourt, Glatigny, Hanvoile, Hodenc-en-Bray és Senantes községekkel határos.

## Népesség
A település népessége az elmúlt években az alábbi módon változott:
| Lakosok száma | 248  | 255  | 262  | 256  | 252  | 255  | 253  | 250  | 248  |
|               | 2013 | 2015 | 2016 | 2017 | 2018 | 2019 | 2020 | 2021 | 2022 |